# Paradise Oskar
Paradise Oskar, właśc. Axel Ehnström (ur. 23 października 1990 w Kirkkonummi) – fiński piosenkarz i kompozytor należący do szwedzkojęzycznej mniejszości w Finlandii. Pseudonim artystyczny zaczerpnął od nazwy bohatera książki Astrid Lindgren Rasmus i włóczęga, w której występował włóczęga z akordeonem o imieniu Paradise Oskar.

## Życiorys
W 2011 z utworem „Da Da Dam” zwyciężył w finale programu Euroviisut 2011 i – reprezentując Finlandię – zajął 21. miejsce w 56. Konkursie Piosenki Eurowizji w Düsseldorfie. Za swoją konkursową piosenkę otrzymał Nagrodę Dziennikarzy im. Marcela Bezençona. Utworem promował swój debiutancki album studyjny pt. Sunday Songs, który wydał w maju 2011.
Od 2013 współpracuje z wytwórnią Elements Music jako autor piosenek, od tamtej pory napisał utwory dla wykonawców, takich jak m.in. Isac Elliot („New Way Home”), Alle Farben („Bad Ideas”), Lost Frequencies („All or Nothing”) i Deepend („Woke up in Bangkok”). W 2018 otrzymał nagrodę od Stowarzyszenia Wydawców Fińskiej Muzyki (Suomen Musiikkikustantajat ry) za swoją pracę na niemieckim rynku muzycznym.

## Dyskografia

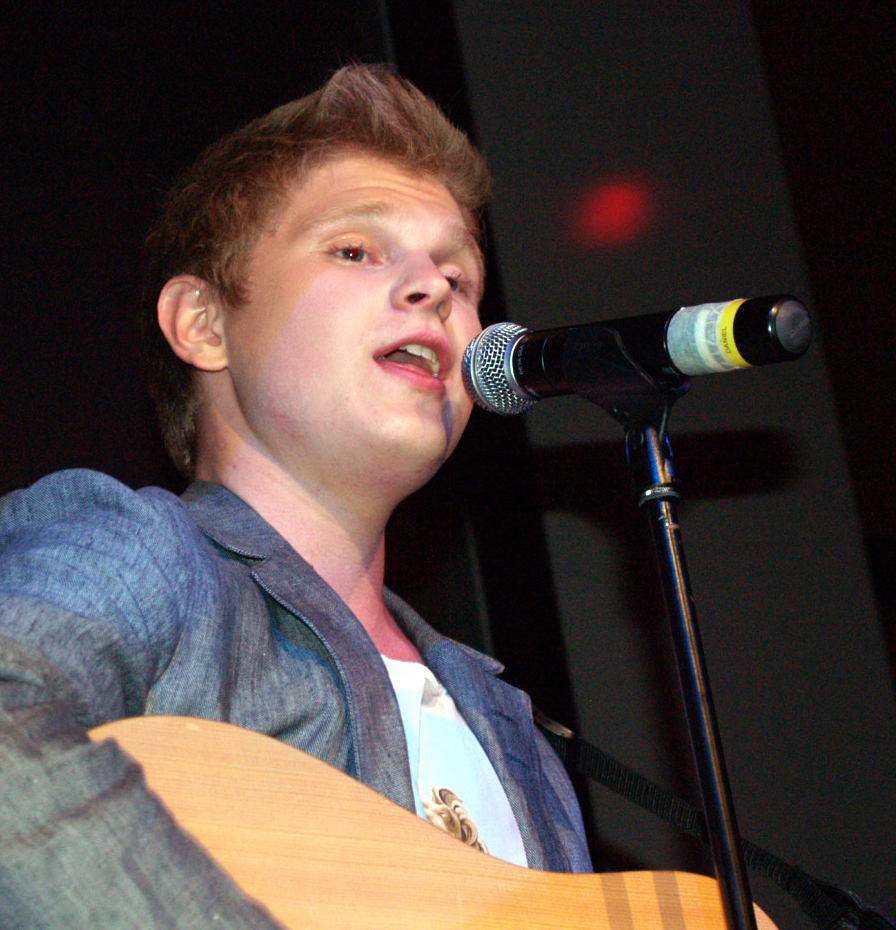
Ehnström (2011)

Albumy studyjne
| Tytuł        | Szczegóły                                             | Pozycja na liście |
| Tytuł        | Szczegóły                                             | FIN               |
| ------------ | ----------------------------------------------------- | ----------------- |
| Sunday Songs | - Wydany: 2 maja 2011 - Wytwórnia: Warner Music Group | 10                |

Single
| Rok  | Singel            | Pozycja na liście | Pozycja na liście | Pozycja na liście | Album        |
| Rok  | Singel            | FIN               | AUT               | GER               | Album        |
| ---- | ----------------- | ----------------- | ----------------- | ----------------- | ------------ |
| 2011 | „Da Da Dam”       | 6                 | 64                | 46                | Sunday Songs |
| 2011 | „Sunday Everyday” | —                 | —                 | —                 | Sunday Songs |